# معامله‌گر روزانه
معامله‌گر روزانه، (به انگلیسی: Day trader) به سرمایه‌گذار یا سفته‌بازی که می‌کوشد، از طریق معاملات کوتاه مدت و سریع (برای نمونه خرید و فروش سهام، اختیار معامله، قرارداد آتی، ابزار مشتقه، ارز) در طول روز، کسب سود کند، اطلاق می‌گردد.
یک معامله‌گر روزانه معمولاً وقتی که بازار بسته می‌شود، معامله‌هایش را تمام می‌کند، به اصطلاح پوزیشن خود را می‌بندد و معامله در جریانی را در طول شب باقی نمی‌گذارد.
معامله‌گر روزانه بر خلاف سرمایه‌گذار بلند مدت، از نوسانات روزانه بازار، سود می‌برد، برای یک معامله گر روزانه هر قدر بازار نوسانات بیشتری داشته باشد، پتانسیل کسب سود نیز افزایش می‌یابد.